# Гнеј Сервилије
Гнеј Сервилије Гемин (лат. Gnaeus Servilius Geminus, до 2. августа 216. п. н. е.) је био римски војсковођа и конзул за време Другога пунскога рата. Био је први командант римске флоте, који је током Другога пунскога рата пустошио обалом Африке. Погинуо је у бици код Кане.

## Порекло
Потиче од патрицијске фамилије Сервилија. Његов деда је Квинт Сервилије, а отац му је изгледа био Публије Сервилије Гемин, који је био конзул 252. п. н. е. и 248. п. н. е.

## Изабран за конзула
Изабран је 217. п. н. е. за конзула заједно са Гајем Фламинијем. Гај Фламиније је био плебејац, а Гнеј Сервилије је био патрициј. Две римске конзуларне војске биле су битно смањене након римскога пораза у бици код Требије и због тога су регрутоване четири нове легије. Тит Ливије и Полибије дају доста различит опис збивања. Према Полибију оба конзула окупљала су своје војске, па је онда почетком пролећа Гај Фламиније отишао са војском до Арецијума (Арецо) у Етрурији, а Гнеј Сервилије Гемин је отишао до Ариминија (Римини). Обојица су чекали Ханибалову војску. Ханибал се у то време налазио у Цисалпинској Галији. Задатак двојице конзула је био да спрече продор Ханибала и његове војске на југ. Две конзулске војске нису биле много удаљене, тако да су могле у случају потребе да се уједине. Ханибал је очекивао спајање две конзуларне војске, па је због тога пустошењем територије настојао да увуче Гаја Фламинија у битку пре него што стигне друга римска војска под заповедништвом Гнеја Сервилија Гемина.

## Битка код Тразименскога језера
Ханибал се изненадио Фламинија одабравши пут за који нико није очекивао да ће га одабрати. Кренуо је тешким путем кроз мочваре Етрурије, са циљем да изненади Фламинија. Након тога Гај Фламиније је улетео у Ханибалову заседу у бици на Тразименском језеру 217. п. н. е. У тој бици погинуло је или заробљено око 30.000 римских војника и конзул Гај Фламиније. На вести да се Ханибал налази у Етрурији и да се његова војска улогорила поред војске конзула Гаја Фламинија, Гемин је намеравао да се придружи Гају Фламинију. Пошто није могао да брзо дође, послао је напред пропретора Гаја Ценетенија са 4.000 коњаника. Ханибал је након победе код Тразименскога језера чуо да Римљанима долази појачање, па је онда послао Махарбала са стрелцима и са коњицом. Махарбал је у првом нападу побио пола римске коњице, а остатак снага се повлачио до једнога брда, где су се предали.

## Командант римске флоте
Након два тешка пораза у Риму је завладала паника, па су избрали диктатора Квинта Фабија Максима. Гнеј Сервилије Гемин је крај Нарније предао војску диктатору. Гемин је од Фабија Максима добио задатак да преузме римску флоту и да штити римску обалу. Пре тога картагињанска флота пресрела је и заробила код Козе транспортне бродове, који су возили снабдевање за војску у Иберији. У Риму су били мобилизовани сви војно способни. Гемин је римску флоту попунио онима млађима од 35 година.
Картагињани су са својом флотом дошли до Пизе, погрешно се надајући да ће се ту састати са Ханибалом. Гнеј Сервилије Гемин је одмах кренуо са римском флотом од 120 пентера, па се картагињанска флота повукла до Сардиније, а онда до Картагине. Гемин их је једно време гањао, а онда се са флотом усидрио код Лилибаја на Сицилији. Отпловио је до острва Церцине, које је напустио тек кад му је становништво платило 10 таланата само да не пустоши острво. Након тога Гемин се са римском војском искрцао у Африци, где је једно време пустошио обалу. У том пустошењу и пљачки су се поприлично осмелили и постали су неопрезни, па су упали у заседу. Нашли су се опкољени у непознатој земљи и том приликом погинуло је 1.000 римских војника и један квестор. Гемин се након тога пораза вратио на Сицилију, где је флоту предао Титу Отацилију Красу, а сам је по окончању диктаторовога мандата кренуо да преузме конзулску војску.

## Конзул и проконзул
У то време прошло је шест месеци диктаторовога мандата, па је Гнеј Сервилије Гемин кренуо да као конзул преузме команду над копненом војском. Ујесен 217. п. н. е. преузео је војску, којом је командовао Марко Минуције Руф. Заједно са Марком Атилијем Регулом ратовао је против Ханибала, пажљиво избегавајући одлучну битку. Доследно су спроводили Фабијеву стратегију стварајући велике невоље Ханибалу. По истеку мандата продужен му је империјум за 216. п. н. е, па је био проконзул.

## Улога у бици код Кане
Учествовао је у бици код Кане 216. п. н. е, када је готово потпуно уништена римска војска. Гемин је командовао мањим римским логором, а дан пред битку Ханибал је ометао снабдевање водом мањега логора. У самој бици Гемин је командовао центром, заједно са Марком Атилијем Регулом. Ливије с друге стране помиње да је Марко Атилије отишао у Рим. У бици је погинуло 45.500 пешака и 2.700 коњаника. Гнеј Сервилије Гемин је погинуо у бици код Кане.